# Schizosaccharomycetales
Schizosaccharomycetales es un orden del reino fungi que contiene la familia Schizosaccharomycetaceae.